# الهائورین دو لا تور
الهائورین دو لا تور (به اسپانیایی: Alhaurín de la Torre) یک شهرستان در اسپانیا است که در Valle del Guadalhorce واقع شده‌است.